# 仪轨经
仪轨经（天城体：कल्प，音译为劫波、格勒波）一类婆罗门教-印度教典籍的统称。

## 简介
仪轨经是所谓六支吠陀支之一，都用梵语写成，主要内容是关于祭祀和当时的风俗习惯。其行文大多使用歌诀式的“经”体，通常都译为“某某经”。仪轨经从大的方面可分为两种：一种是指导祭祀的，也就是“随闻经”；一种是介绍各种传统和规矩的，这里面又分为两类，即关于家庭里应遵守的规则的“家宅经”和关于社会上应遵守的规则的“法经”。最后，还有一种附在夜柔吠陀后面的随闻经里的“绳法经”，其性质比较特殊，实际上相当于一种实用数学手册，有时也被列入广义的仪轨经中。
理论上，各个研习吠陀的学派都应该有自己的仪轨经。但是实际上许多经书已经失传了。现将各类仪轨经分述如下：
- 随闻经（IAST：śrautasūtra）

或译为“所闻经”、“天启经”。这是关于婆罗门教神圣仪式的指导手册。主要内容是按照梵书里讨论的方法，教授如何进行正确的祭祀。有一些随闻经的成书时间可能早到梵书时代末期。现存的随闻经有属于梨俱吠陀的2种，娑摩吠陀的3种，黑夜柔吠陀的8种，白夜柔吠陀的1种和阿闼婆吠陀的1种。
- 家宅经（IAST：gr̥hyasûtra）

或译为“家庭经”、“家范经”。主要内容是说明家庭祭祀的方法和日常生活中应遵守的规则和礼仪，如婚礼、葬礼、新生儿命名等。成书时间大概在前500年左右。现存的有梨俱吠陀的3种，娑摩吠陀的4种，黑夜柔吠陀的11种，白夜柔吠陀的2种和阿闼婆吠陀的1种。
- 法经（IAST：dharmasûtra）

主要内容是说明社会上应遵守的一般准则、风俗习惯、四个种姓的义务等等，有法律性质。它后来发展为各派的法典。其中最早的成书于前500年~前300年之间。现存的有梨俱吠陀的1种，娑摩吠陀的1种，黑夜柔吠陀的2种。
- 绳法经（IAST：śulbasûtra）

或译为“数经”，直译就是“测绳的法规”。附在一些夜柔吠陀的随闻经里。主要内容是关于神庙、祭坛等的建造和测量。成书时间介于前8世纪~前2世纪之间。里面有一些几何和代数问题的具体求解，在研究印度数学史方面非常重要。现存的有黑夜柔吠陀的3种，白夜柔吠陀的1种。
仪轨经对研究印度种姓制度的演化有重要意义。一般认为吠陀时代不存在真正的种姓制度。在仪轨经写成的年代，四个种姓的差别已明显形成，但对待非再生族种姓首陀罗的态度与后来不同，如首陀罗仍被允许参加家庭仪式。

## 其他
耆那教有一种名字相同的文献（कल्पसूत्र），有时中文也翻译成仪轨经。不过，耆那教仪轨经的内容与印度教仪轨经非常不同。耆那教的仪轨经主要是该教历代祖师的传记。

## 资料来源
- 本条目包含来自公有领域出版物的文本: Chisholm, Hugh (编).  (第11版). London: Cambridge University Press. 1911.
- 《梵语文学史》，金克木著，江西教育出版社，ISBN 7-5392-3150-5/I351·092
- 《印度的宗教——印度教与佛教》，马克斯·韦伯著，中文版，ISBN 7-5633-5821-8
- 《印度通史》，商务印书馆，书号：11017·224
- 《Dictionary of Hindu Lore and Legend》，Anna Dhallapiccola，ISBN 0-500-51088-1
- 《Vedic People:Their History and Geography》，Rajesh Kochar，Orient Longman，New Delhi，2000，ISBN 81-250-1080-7